# Laplaigne
Laplaigne is een dorp in de Belgische provincie Henegouwen, en een deelgemeente van de Waalse gemeente Brunehaut.
Laplaigne was een zelfstandige gemeente, tot die bij de gemeentelijke herindeling van 1977 toegevoegd werd aan de gemeente Brunehaut.

## Bezienswaardighede
- De Moulin Farvacque of Moulin Blanc is een windmolenrestant van een ronde stenen molen van het type grondzeiler. In 1918 werd de molen door de zich terugtrekkende Duitsers vernield en tot 1945 was in de romp nog een elektrische maalderij actief. Daarna trad verval in.
- De Onze-Lieve-Vrouwekerk (Église de la Sainte-Vierge) is een neoromaans kerkgebouw van 1924-1925 dat een kerkgebouw verving dat door oorlogsgeweld was verwoest.

## Natuur en landschap
Laplaigne ligt nabij de Schelde. Ten noorden van de plaats mondt het Kanaal Nimy-Blaton-Péronnes in de Schelde uit en daar is ook een grote watervlakte (Grand Large). Deze ligt vlak bij Péronnes-lez-Antoing. De hoogte aan de kerk bedraagt 19 meter.

## Demografische ontwikkeling
- Bronnen:NIS, Opm:1831 tot en met 1970=volkstellingen, 1976= inwoneraantal op 31 december

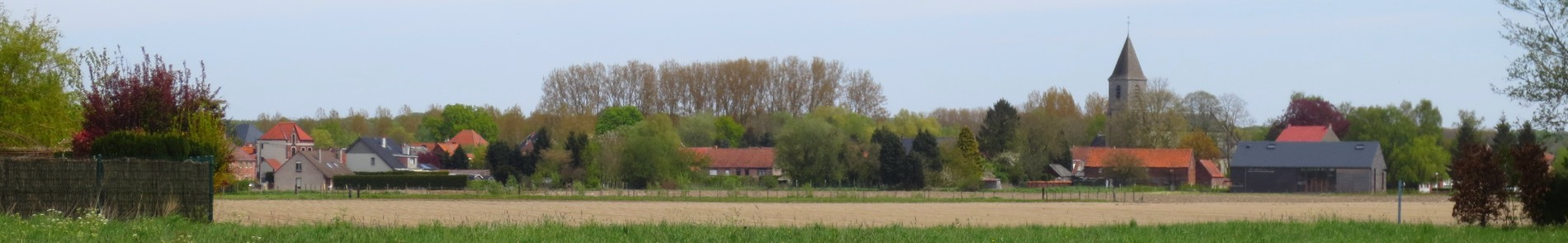
Panoramafoto van Laplaigne

## Nabijgelegen kernen
Bléharies, Flines-lès-Mortagne, Hollain